# DeWayne McKnight

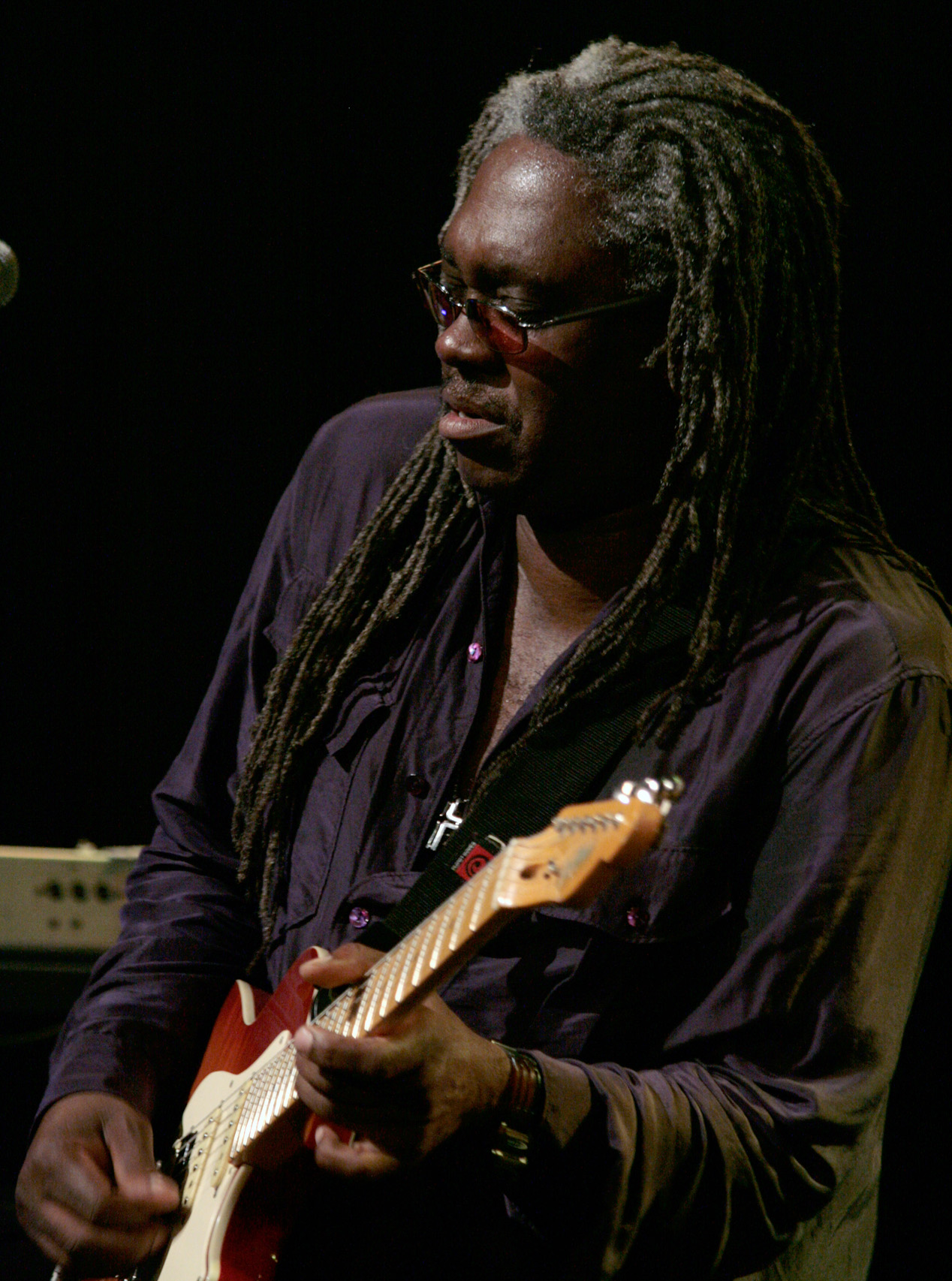
Blackbyrd na koncercie w 2009 roku

DeWayne Stephen McKnight, pseud. „Blackbyrd” (ur. 17 kwietnia 1954 w Los Angeles) – amerykański gitarzysta, znany przede wszystkim z krótkiej współpracy z Red Hot Chili Peppers.

## Dyskografia
- 1975 – Herbie Hancock-Flood
- 1975 – The Headhunters-Survival Of The Fittest
- 1977 – The Headhunters-Straight From The Gate
- 1979 – Funkadelic-Uncle Jam Wants You
- 1979 – Parliament-Gloryhallastoopid
- 1979 – The Brides Of Funkenstein-Never Buy Texas From A Cowboy
- 1983 – George Clinton-You Shouldn't-Nuf Bit Fish
- 1983 – P-Funk All-Stars-Urban Dancefloor Guerillas
- 1985 – George Clinton-Some of My Best Jokes Are Friends
- 1985 – Jimmy G and the Tackheads-Federation of Tackheads
- 1986 – George Clinton-R&B Skeletons in the Closet
- 1988 – INCorporated Thang Band-Lifestyles Of The Roach And Famous
- 1989 – George Clinton-The Cinderella Theory
- 1990 – Mr. Fiddler-With Respect
- 1990 – P-Funk All-Stars-Live At The Beverly Theater
- 1992 – Foley-7 Years Ago...Directions In Smart-Alec Music
- 1993 – George Clinton-Hey Man, Smell My Finger
- 1993 – Parliament-Funkadelic/P-Funk All-Stars-Dope Dogs
- 1993 – George Clinton and the P-Funk All-Stars-Go Fer Yer Funk
- 1994 – P-Funk Guitar Army-Tributes To Jimi Hendrix
- 1995 – Parliament-Funkadelic/P-Funk All-Stars-Police Doggy
- 1995 – Axiom Funk-Funkcronomicon
- 1996 – George Clinton and the P-Funk All-Stars-T.A.P.O.A.F.O.M.
- 2005 – George Clinton and the P-Funk All-Stars-How Late Do U Have 2BB4UR Absent?
- 2007 – Funkadelic-By Way Of The Drum